# Saudade

Saudade (1899), von Almeida Júnior

Saudade ist eine spezifisch portugiesische und galicische bzw. lusophone Form des Weltschmerzes, die auch in Ländern der Lusophonie verbreitet ist. Das Konzept der Saudade lässt sich mit „Traurigkeit“, „Wehmut“, „Sehnsucht“, „Heimweh“, „Fernweh“ oder „sanfte Melancholie“ nur annähernd übersetzen. Das Wort steht für das nostalgische Gefühl, etwas Geliebtes verloren zu haben, und drückt oft das Unglück und das unterdrückte Wissen aus, die Sehnsucht nach dem Verlorenen niemals stillen zu können, da es wohl nicht wiederkehren wird.

## Geschichte
Das Wort stammt vielleicht vom lateinischen solitudo ab, doch bedeutet es mitnichten nur „Einsamkeit“, denn hierfür haben sich aus dem gleichen Wortstamm solidão bzw. soledade entwickelt. Saudade ist auch keine per se negativ bewertete Stimmung, sondern wird im Fado, dem portugiesischen Volksgesang, herbeigesehnt. Fernando Pessoa schrieb „Saudade ist die Poesie des Fado“.
Die Portugiesen sind seit Generationen stolz auf ihr „persönliches Wort“, das nur sie kennen. So besagt einer der berühmtesten Vierzeiler Fernando Pessoas:
| Saudades, só portugueses Conseguem senti-las bem. Porque têm essa palavra para dizer que as têm. | Saudades – nur Portugiesen können dieses Gefühl kennen. Weil nur sie dieses Wort besitzen, um es wirklich beim Namen zu nennen. |

Als historisch belegbarer Ursprung des Begriffs wird auch der Verlust der Portugiesen nach der verlorenen Schlacht von Alcácer-Quibir gegen die Mauren genannt, den der König Sebastian I. 1578 erlitt. Diese verheerende Niederlage leitete den Untergang des portugiesischen Weltreichs ein, und das Phänomen des anschließend entstandenen messianischen Sebastianismus bekräftigt diese Theorie einer „nationalen Wehmut“.

## Verwendung im Alltag
Das Dicionário Houaiss da Língua Portuguesa definiert saudade (oder saudades) als „ein etwas melancholisches Gefühl der Unvollständigkeit. Es hängt damit zusammen, an Situationen der Entbehrung aufgrund der Abwesenheit von jemandem oder etwas zurückzudenken, sich von einem Ort oder einer Sache zu entfernen oder  auf das Fehlen einer Reihe besonderer und wünschenswerter Erfahrungen und Freuden, die man einmal gelebt hat.“
Das Pons/Klett-Standardwörterbuch Portugiesisch nennt als Beispiele die folgenden alltagssprachlichen Verwendungen von Saudade:
- saudades de casa – Heimweh[1]
- ter saudades de alguém – jemanden vermissen[1]
- deixar saudades – vermisst werden[1]
- vou para Coimbra para matar saudades das minhas amigas – ich fahre nach Coimbra, weil ich Sehnsucht nach meinen Freundinnen habe[1]
- vou ao Brasil para matar saudades de São Paulo – ich fliege nach Brasilien, weil ich Sehnsucht nach São Paulo habe[1]

## In den Ländern der Lusophonie
Der brasilianische Gitarrist und Sänger João Gilberto brachte 1958 Chega de Saudade heraus, geschrieben von Antônio Carlos Jobim (Musik) und Vinícius de Moraes (Text), der als erster Bossa-Nova-Song gilt.
Die kapverdische Sängerin Cesária Évora interpretierte das von Amandio Cabral und Luis Morais geschriebene Lied Sodade.

## Weltweite Rezeption
2007 wählte eine deutsche Jury, beauftragt vom Institut für Auslandsbeziehungen e. V., Berlin, Saudade auf Platz sechs der zehn schönsten Wörter der Welt. Eine britische Umfrage unter Linguisten und Dolmetschern wählte Saudade zudem in die Top-Ten-Liste der „unübersetzbaren Wörter der Welt“.
Der südamerikanische Gitarrist und Komponist Agustín Barrios Mangoré (geboren 1885 in Paraguay, verstorben 1944 in El Salvador) schrieb ein Stück mit dem Namen Chôro Da Saudade für Gitarre, das heute bei vielen Konzertgitarristen zum Repertoire gehört. Der britische Sänger und Komponist Chris Rea hat ein Musikstück mit dem Titel Saudade veröffentlicht, das ebenfalls eine starke Melancholie ausstrahlt. Farin Urlaub besingt Saudade auf der B-Seite von OK auf Portugiesisch.
Die Post-Punk-Band Love and Rockets vertonte auf ihrem Debüt-Album von 1985 Seventh Dream Of Teenage Heaven das sphärisch getragene Stück Saudade.
1991 hat Etienne Daho im Album Paris ailleurs einen Beitrag zum Thema Saudade geleistet.
Die US-amerikanische Funk-Metal-Band Extreme veröffentlichte am 12. August 2008 ein Album mit dem Titel Saudades de Rock.
Auch der amerikanische Singer/Songwriter Stephen Bishop veröffentlichte im Jahre 2008 ein Album mit dem Titel Saudade. Hier interpretiert er einige seiner Stücke mit brasilianischen Rhythmen.
2014 veröffentlichte zudem die US-amerikanische Band Thievery Corporation ein Studioalbum mit dem Titel Saudade.
2015 erschien die Saudade-EP der britischen Poppunk-Band Boston Manor.